# Deparia auriculata
Deparia auriculata är en majbräkenväxtart som först beskrevs av W.M.Chu och Z.R.Wang, och fick sitt nu gällande namn av Z.R.Wang. Deparia auriculata ingår i släktet Deparia och familjen Athyriaceae. Inga underarter finns listade.